# Vystrel Mountain
Vystrel Mountain är ett berg i Antarktis. Det ligger i Östantarktis. Norge gör anspråk på området. Toppen på Vystrel Mountain är 1 995 meter över havet.
Terrängen runt Vystrel Mountain är platt åt nordväst, men åt sydost är den kuperad. Vystrel Mountain är den högsta punkten i trakten. Trakten är obefolkad. Det finns inga samhällen i närheten.